# Yougoslavie au Concours Eurovision de la chanson 1963
La Yougoslavie a participé au Concours Eurovision de la chanson 1963 le 23 mars à Londres. C'est la 3e participation yougoslave au Concours Eurovision de la chanson.
Le pays est représenté par le chanteur Vice Vukov et la chanson Brodovi, sélectionnés par Radiotelevizija Zagreb (RTV Zagreb) au moyen d'une finale nationale.

## Sélection

### Pjesma Eurovizije 1963
Le radiodiffuseur yougoslave croate, Radiotelevizija Zagreb (RTV Zagreb), organise la finale nationale Pjesma Eurovizije 1963 (« La chanson de l'Eurovision 1963 ») pour la Jugoslovenska Radio-Televizija (JRT, Radio-télévision yougoslave) afin de sélectionner l'artiste et la chanson représentant la Yougoslavie au Concours Eurovision de la chanson 1963.
Lors de cette sélection, c'est la chanson Brodovi interprétée par Vice Vukov qui fut choisie.

#### Finale
| Ordre | Artiste    | Chanson | Langue       | Place |
| ----- | ---------- | ------- | ------------ | ----- |
| 1     | Vice Vukov | Brodovi | Serbo-croate | 1     |

## À l'Eurovision
Chaque jury national attribue un à cinq points à ses cinq chansons préférées.

### Points attribués par la Yougoslavie
| 5 points | France      |
| 4 points | Italie      |
| 3 points | Royaume-Uni |
| 2 points | Espagne     |
| 1 point  | Monaco      |

### Points attribués à la Yougoslavie
| 5 points | 4 points | 3 points | 2 points  | 1 point  |
| -------- | -------- | -------- | --------- | -------- |
|          |          |          | - Espagne | - France |

Vice Vukov interprète Brodovi en 9e position lors de la soirée du concours, suivant le Danemark — pays vainqueur de 1963 par la suite — et précédant la Suisse.
Au terme du vote final, la Yougoslavie termine 11e sur les 16 pays participants, ayant reçu 3 points de la part des jurys espagnol et français,.